# Lijst van Nederlandse dirigenten
Dit is een lijst van Nederlandse dirigenten met een artikel op Wikipedia.
- Leon van Acht
- Henrie Adams
- Léon Adams
- Daan Admiraal
- Cornelis Andriessen
- Willem Andriessen
- Peter van Anrooy
- Arie den Arend
- Henri Arends
- Johan van Arnhem
- Louis Marie George Arntzenius
- Yvon Baarspul
- Kees Bakels
- Dick Bakker
- Piebe Bakker
- Arie van Beek
- Jan van Beekum
- Gerard Beemster
- Eduard van Beinum
- Friedrich H.E. Bicknese
- Léon Biessen
- Harrie Biessen
- Peter Biloen
- Petrus Bernardus Bisselink
- Hans van Blijderveen
- Gerard Boedijn
- Meindert Boekel
- Eduard de Boer
- Joop Boerstoel
- Dick Bolt
- Jo van den Booren
- Jan Bosveld
- Jos van de Braak
- Hans Brons
- Tjeerd Brouwer
- Frans Brüggen
- Jan Brussen
- Gert D. Buitenhuis
- John van Buren
- Frédérique Chauvet
- Jacques Claessens
- Jean Claessens
- Jean-Pierre Cnoops
- Jan Cober
- Jo Conjaerts
- Evert Cornelis
- Jean Cosemans
- Gerardus Coumans
- Maurice Daemen
- Otto Deden
- Jan Andreas Dieteren
- Karel van Dijck
- Fried Dobbelstein
- Cornelis Dopper
- Roelof van Driesten
- François Dunkler jr.
- François Dunkler sr.
- Frans Dunkler (III)
- Sjef Ficker
- Eduard Flipse
- Benoît Franssen
- Géza Frid
- Heinz Friesen
- Dick van Gasteren
- Jan van Gilse
- Jan Roelof van der Glas
- Henri van Goudoever
- Wilhelm Groenendijk
- Cor de Groot
- Jacob de Haan
- Jan de Haan
- Hartmut Haenchen
- Bernard Haitink
- Micha Hamel
- Harry Hamer
- Maurice Hamers
- Jurjen Hempel
- Jouke Hoekstra
- Lute Hoekstra
- Richard Hol
- Stan Hollaardt
- Harry van Hoof
- Anthon van der Horst
- Jan Ingenhoven
- Jo Ivens
- Bienze IJlstra
- Jussi Jaatinen
- Wil Jacobs
- Boudewijn Jansen
- Pieter J.P.M. Jansen
- Harrie Janssen
- Harie Janssen
- Mathieu Janssen
- Flip Jonkman
- Ber Joosen
- Hein Jordans
- Walter Kalischnig
- Evert van de Kamp
- Paul van Kempen
- Anton Kersjes
- Willem Kes
- Mathieu Kessels
- Pieter Joseph Kessels
- Otto Ketting
- Geert van Keulen
- Hendrik van Kleev
- Peter Kleine Schaars
- Henk Kleinmeijer
- Jos de Klerk
- Hans Klerx
- Jan Knops
- Frits Koeberg
- Martin Koekelkoren
- Jan Koetsier
- Karel Kokelaar
- Ton Koopman
- Jaap Koops
- Simon Kooyman
- Vincent de Kort
- Dirk Koster
- Ton Kotter
- Adriaan Kousemaker
- Jacobus Johannes Krever
- Elzard Kuhlman
- Kor Kuiler
- Pierre Kuijpers
- Ad Lamerigts
- Jean Pierre Laro
- Wim Laseroms
- Hans Leenders
- Antoon van Leest
- Reinbert de Leeuw
- Adrianus Cornelis van Leeuwen
- Simon Petrus van Leeuwen
- Louis F. Leistikow
- Gustav Leonhardt
- Pieter Jan Leusink
- Johannes Bernardus Lichtenberg
- Henk van Lijnschooten
- Bertus van Lier
- Dolf van der Linden
- Hermanus Thomas Lureman
- Majel Lustenhouwer
- Adrianus Joannes Maas
- Martien Maas
- Wilbert Magré
- Johann Gottfried Hendrik Mann
- Johan Marin
- Johan de Meij
- Albert Meijns
- Willem Meijns
- Willem Mengelberg
- Hardy Mertens
- Freek Mestrini
- Piet van Mever
- Roger Moens
- Gosling Mol
- Kors Monster
- Jan Morks
- Jeppe Moulijn
- Ruud Mourik
- Klaas Jan Mulder
- Jan van Nerijnen
- Willem Frederik Gerard Nicolaï
- Maria van Nieukerken
- Felix de Nobel
- Henk Oenema
- Johan van Oeveren
- Israel Olman
- Danny Oosterman
- Jan van Ossenbruggen
- Rogier van Otterloo
- Willem van Otterloo
- Johan Frederik Pala
- Henk Pijlman
- Sef Pijpers sr.
- Sef Pijpers jr.
- René Pisters
- Gerwin van der Plaats
- Bas Pollard
- Olivier Pols
- Jos Pommer
- David Porcelijn
- Anne Posthumus
- Albert van Raalte
- Hennie Ramaekers
- Harry H.M. Ramakers
- Jacob Rauscher
- Jacobus Andreas Reijnhoudt
- Lawrence Renes
- Daniel Reuss
- André Rieu jr.
- André Rieu sr.
- Cornelius Herminus Rijke
- Jos Rijken
- Dick Roelofsen
- Jerry van Rooyen
- Jan Ros
- Frenk Rouschop
- Frans Scheepers
- Alex Schillings
- Willy Schobben
- Kees Schoonenbeek
- Koen Schoots
- Freek H. Schorer
- Mat Schreurs
- Geert Schrijvers
- Frans Johan Schweinsberg
- Willem Frederik Siep
- Jan Willem Singerling
- Jochem Slothouwer
- Max Smeets
- Jaap Spaanderman
- Ed Spanjaard
- Henk Spruit
- Marien van Staalen
- Piet Stalmeier
- Frank Steeghs
- Jac van Steen
- Marnix Willem Steffen
- Willem Pieter Steijn
- Paul Albin Stenz
- Jan Stoeckart
- Jos Stoffels
- Herman Strategier
- Erwin Strikker
- Jan Stulen
- Josef Suilen
- Guido Swelsen
- Eric Swiggers
- Otto Tausk
- Sander Teepen
- August Thissen
- Ernst van Tiel
- Sake Lieuwe Tiemersma
- Antonius Adrianus Maria Tierolff
- Feike van Tuinen
- Karel Veenendaal
- Rieks van der Velde
- Jos van Veldhoven
- Flip Veldmans
- Bartholomeus Adrianus Verhallen
- Henri Viotta
- Lucas Vis
- Jo Vliex
- Leon Vliex
- Hans Vonk
- Ger Vos
- Jos Vranken
- Jan Willem de Vriend
- Edo de Waart
- Jan van der Waart
- Coenraad Lodewijk Walther Boer
- Bep Warnas
- Anton Weeren
- Jeu Weijers
- Wytze Weistra
- Jan Werkman
- Lambert Wetzels
- Alfred Willering
- Carl Wittrock
- Charles de Wolff
- Klaas van der Woude
- Rocus van Yperen
- Johannes Zaagmans
- Rob van der Zee
- Jaap van Zweden